# Renedo de Esgueva
Renedo de Esgueva – gmina w Hiszpanii, w prowincji Valladolid, w Kastylii i León, o powierzchni 28,87 km². W 2011 roku gmina liczyła 3259 mieszkańców.